# Akunin
Pour plus de détails, voir Fiche technique et Distribution.
Akunin (悪人) est un film japonais réalisé par Lee Sang-il, sorti en 2010.

## Fiche technique
- Titre original : Akunin (悪人?)
- Réalisation : Lee Sang-il
- Scénario : Lee Sang-il et Shūichi Yoshida, d'après le roman homonyme de Shūichi Yoshida paru en 2007
- Photographie : Norimichi Kasamatsu (ja)
- Montage : Tsuyoshi Imai (ja)
- Musique : Joe Hisaishi
- Direction artistique : Yōhei Taneda (ja)
- Décors : Ryō Sugimoto (ja)
- Sons : Mitsugu Shiratori
- Pays d'origine :  Japon
- Langue originale : japonais
- Format : couleur - 1,85:1 - 35 mm - Dolby Digital
- Genre : drame
- Durée : 139 minutes[1]
- Date de sortie : 
  - Japon : 11 septembre 2010[1]

## Distribution
- Satoshi Tsumabuki : Yūichi Shimizu
- Eri Fukatsu : Mitsuyo Umagome
- Masaki Okada : Keigo Masuo
- Hikari Mitsushima : Yoshino Ishibashi
- Akira Emoto : Yoshio Ishibashi, le père de Yoshino
- Yoshiko Miyazaki : Satoko Ishibashi, la mère de Yoshino
- Kirin Kiki : Fusae Shimizu, la grand-mère de Yūichi
- Hisashi Igawa : Katsuji Shimizu, le grand-père de Yūichi
- Ken Mitsuishi (ja) : Norio Yajima, l'oncle de Yūichi
- Kimiko Yo : Yoriko Shimizu, la mère de Yūichi
- Mansaku Ikeuchi (ja) : l'inspecteur de police Kubo
- Sansei Shiomi (ja) : l'inspecteur de police Sano
- Kento Nagayama (ja) : Kiminori Tsuruta, un ami de Keigo
- Hanae Kan : Sari Tanimoto, une amie de Yoshino
- Kinuo Yamada (ja) : Tamayo Umagome, la sœur de Mitsuyo
- Denden : un chauffeur de taxi

## Accueil
Akunin totalise plus de 22 millions $ au box-office japonais.

## Distinctions

### Récompenses
- Japan Academy Prize 2011 : prix du meilleur acteur pour Satoshi Tsumabuki, de la meilleure actrice pour Eri Fukatsu, du meilleur acteur dans un second rôle pour Akira Emoto, de la meilleure actrice dans un second rôle pour Kirin Kiki et de la meilleure musique de film pour Joe Hisaishi[3]
- Prix Kinema Junpō 2011 : prix du meilleur film et du meilleur réalisateur pour Lee Sang-il, du meilleur scénario pour Lee Sang-il et Shūichi Yoshida, du meilleur acteur dans un second rôle pour Akira Emoto[4]
- Prix du film Mainichi 2011 : prix du meilleur film pour Lee Sang-il[5]
- Festival des films du monde de Montréal 2010 : prix de la meilleure actrice pour Eri Fukatsu[6]
- Nikkan Sports Film Awards 2010 : prix du meilleur film pour Lee Sang-il, du meilleur acteur pour Satoshi Tsumabuki et de la meilleure actrice pour Eri Fukatsu
- Hōchi Film Awards 2010 : prix du meilleur film pour Lee Sang-il, de la meilleure actrice pour Eri Fukatsu et du meilleur acteur dans un second rôle pour Akira Emoto [7],[8]

### Sélections
- Japan Academy Prize 2011 : prix du meilleur film et du meilleur réalisateur pour Lee Sang-il, du meilleur scénario pour Lee Sang-il et Shūichi Yoshida, du meilleur acteur dans un second rôle pour Masaki Okada, de la meilleure actrice dans un second rôle pour Hikari Mitsushima, de la meilleure photographie pour Norimichi Kasamatsu (ja), des meilleurs éclairages, des meilleurs décors pour Yōhei Taneda (ja) et Ryō Sugimoto (ja), du meilleur son pour Mitsugu Shiratori et du meilleur montage pour Tsuyoshi Imai (ja)[3]
- Festival des films du monde de Montréal 2010 : en compétition pour le Grand Prix des Amériques